# Тайник (фортификация)
Тайник — фортификационный элемент древнерусских крепостных сооружений в виде хорошо скрытой подземной галереи, ведущей от линии укреплений к источнику воды: скрытому колодцу, реке, оврагу или в крепостной ров. Основной целью возведения тайников являлось водоснабжение гарнизона. Если тайник имел выход за пределами крепостных стен, он также предоставлял силам гарнизона возможность скрытного выхода из укрепления для контратаки с неожиданного направления.
Тайники в русских крепостях стали широко применяться с XV века. В летописях они упоминаются с 1473 года. По мнению В. Ф. Шперка, подобные сооружения устраивались и раньше, ещё в эпоху Киевской Руси. Для обустройства и обеспечения тайников над ними часто возводились крепостные башни. Примером такой башни можно считать Тайницкую башню Московского Кремля. Помимо Москвы остатки тайников сохранились в Копорье, Изборске, Кременске, Пскове, Ладоге и ряде других укреплённых городов.
Если крепостной тайник возводился для водоснабжения, то его часто строили вниз от крепостных стен вдоль склона холма до того уровня, где имелся природный источник, выход к реке, или туда, где можно было возвести обычный колодец. Как правило, такой колодец строился закрытым и вода в него могла поступать как обычным путём, так и по системе специальных труб. Нередко сооружение тайника велось способом прокладывания обычной траншеи, над ней сооружались перекрытия, которые засыпались землёй, и всё это маскировалось.
Обнаружение тайника противником могло привести к фатальным последствиям для осаждённых, например при осаде Казани в 1552 году русские войска проложили подкоп к городскому тайнику, заложили туда 11 бочек пороха и, подорвав их, лишили гарнизон доступа к воде.